# 臺北南山廣場

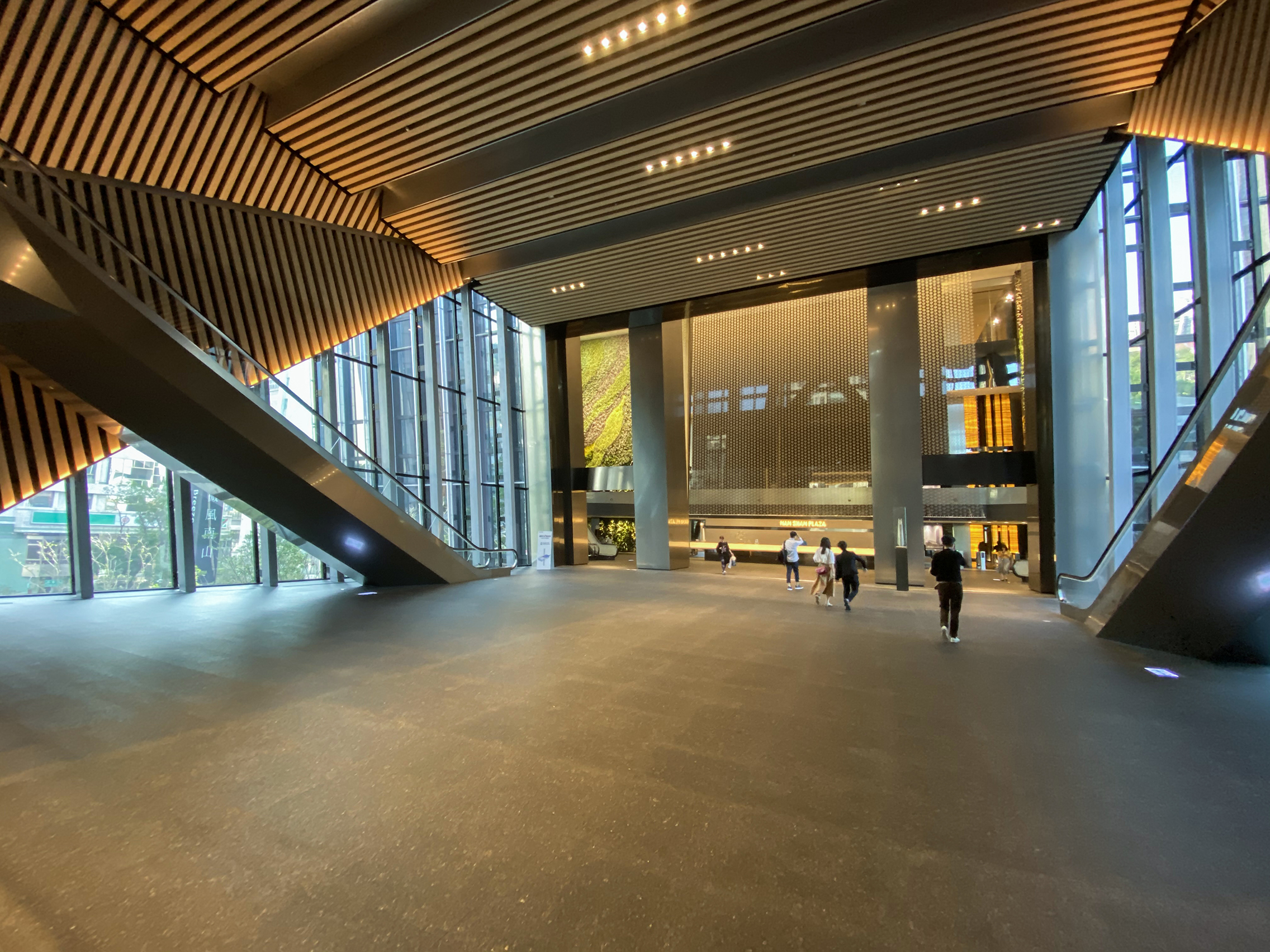
辦公大樓大廳

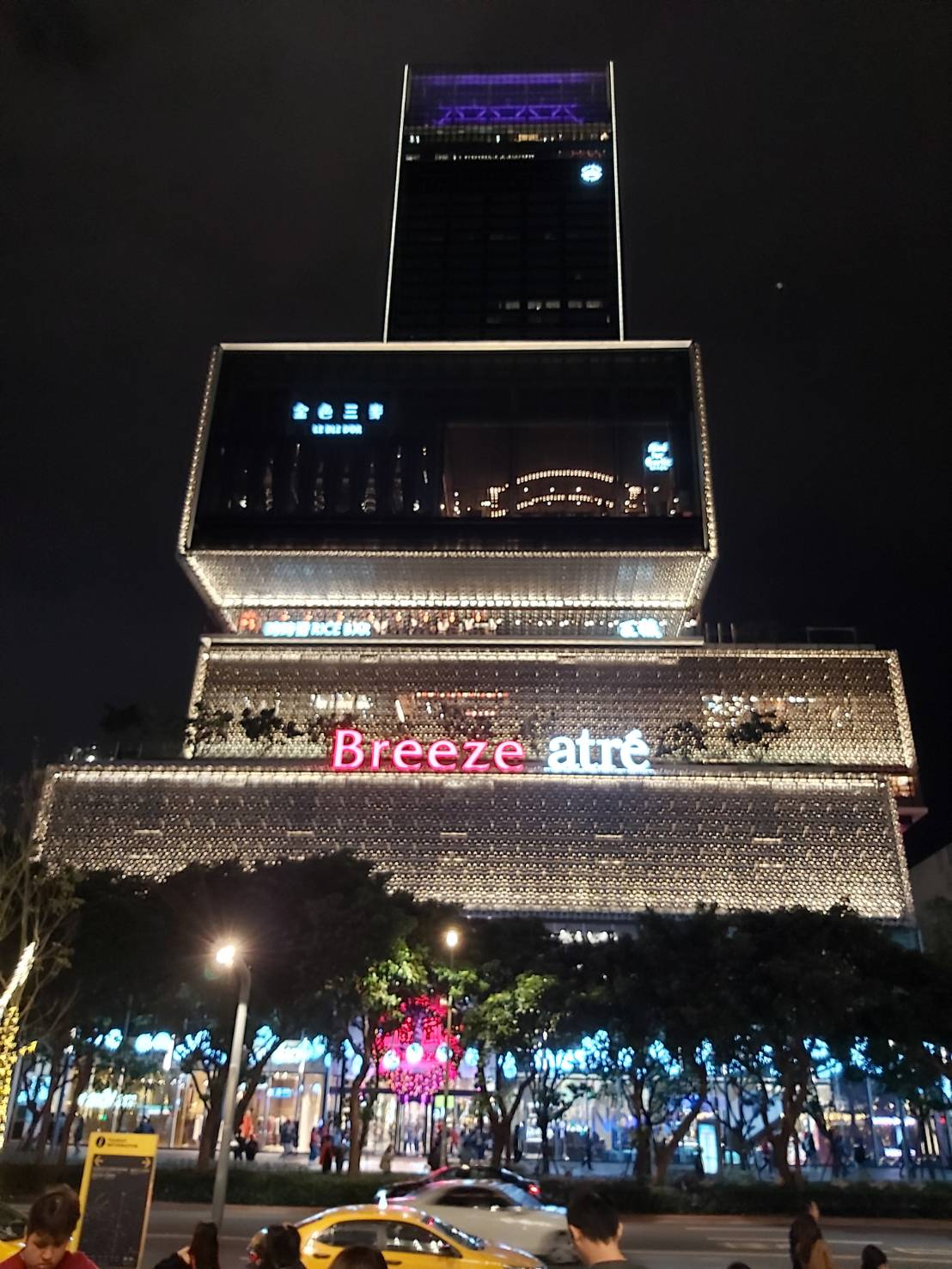
夜間外觀

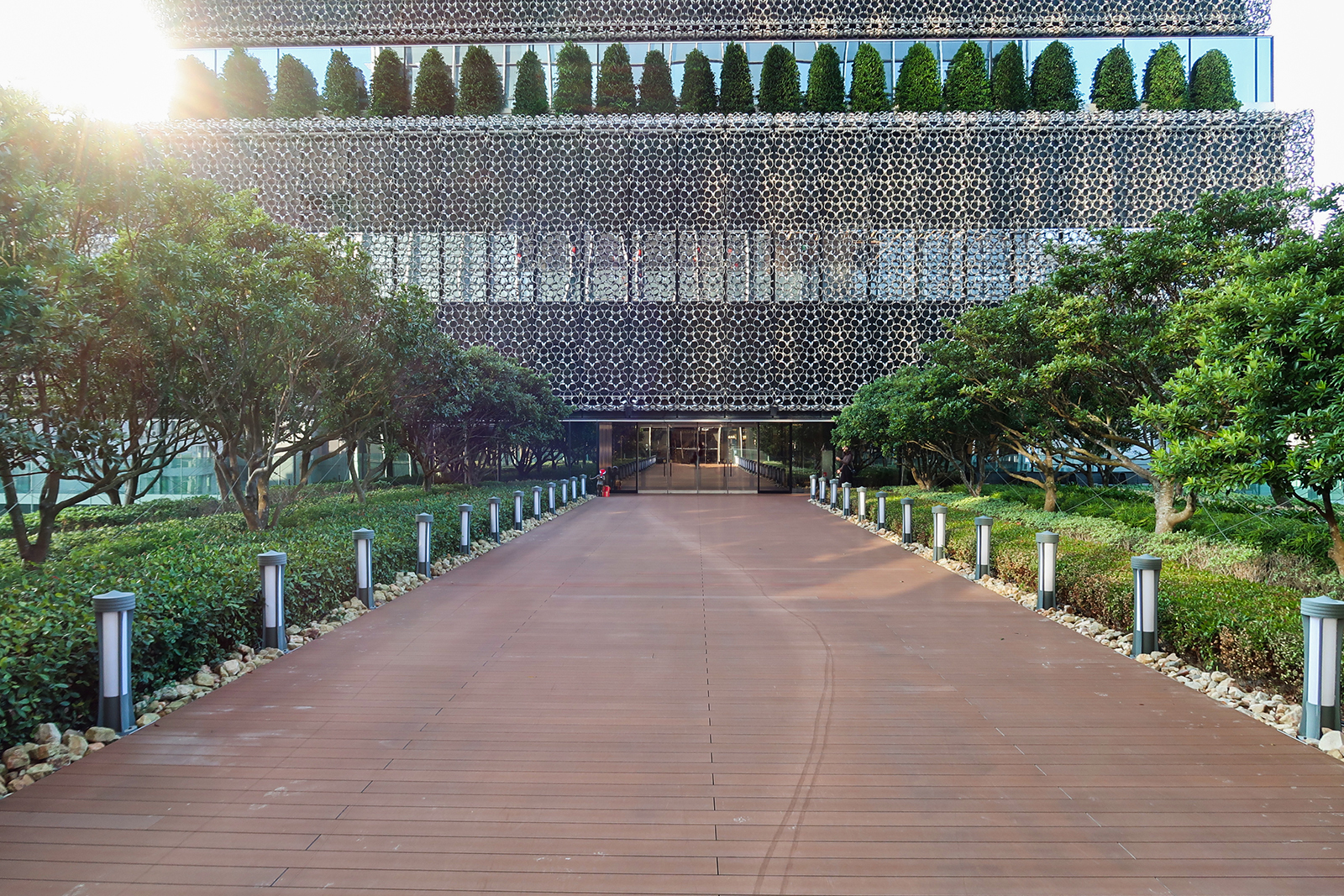
微風南山4樓花園平台

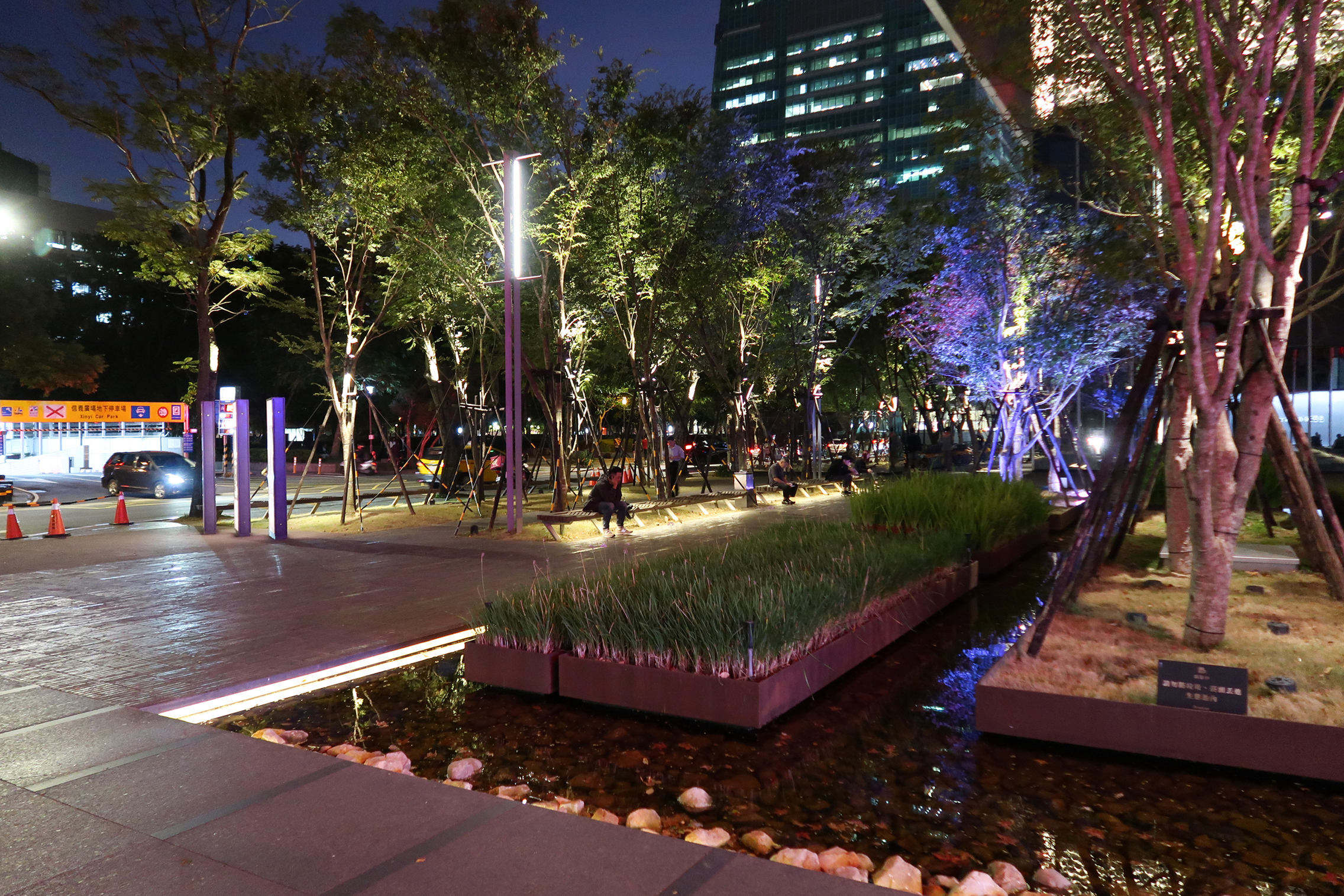
戶外水景

臺北南山廣場是位於臺灣臺北市信義區的信義計畫區商辦摩天大樓，坐落於松智路與松仁路之間，土地面積約為5,300坪，前身為台北世貿二館。樓高272公尺，地上樓層48樓，地下樓層5樓，總樓地板面積為60,340坪，於2017年10月26日竣工，並於2018年6月11日落成開幕。目前為全球第219名的高樓，臺北市第三高樓（僅次於臺北101和台北天空塔）以及臺灣第四高樓（僅次於臺北101及高雄85大樓和台北天空塔），商場部分由微風廣場經營，於2019年1月10日正式開幕。

## 發展歷史

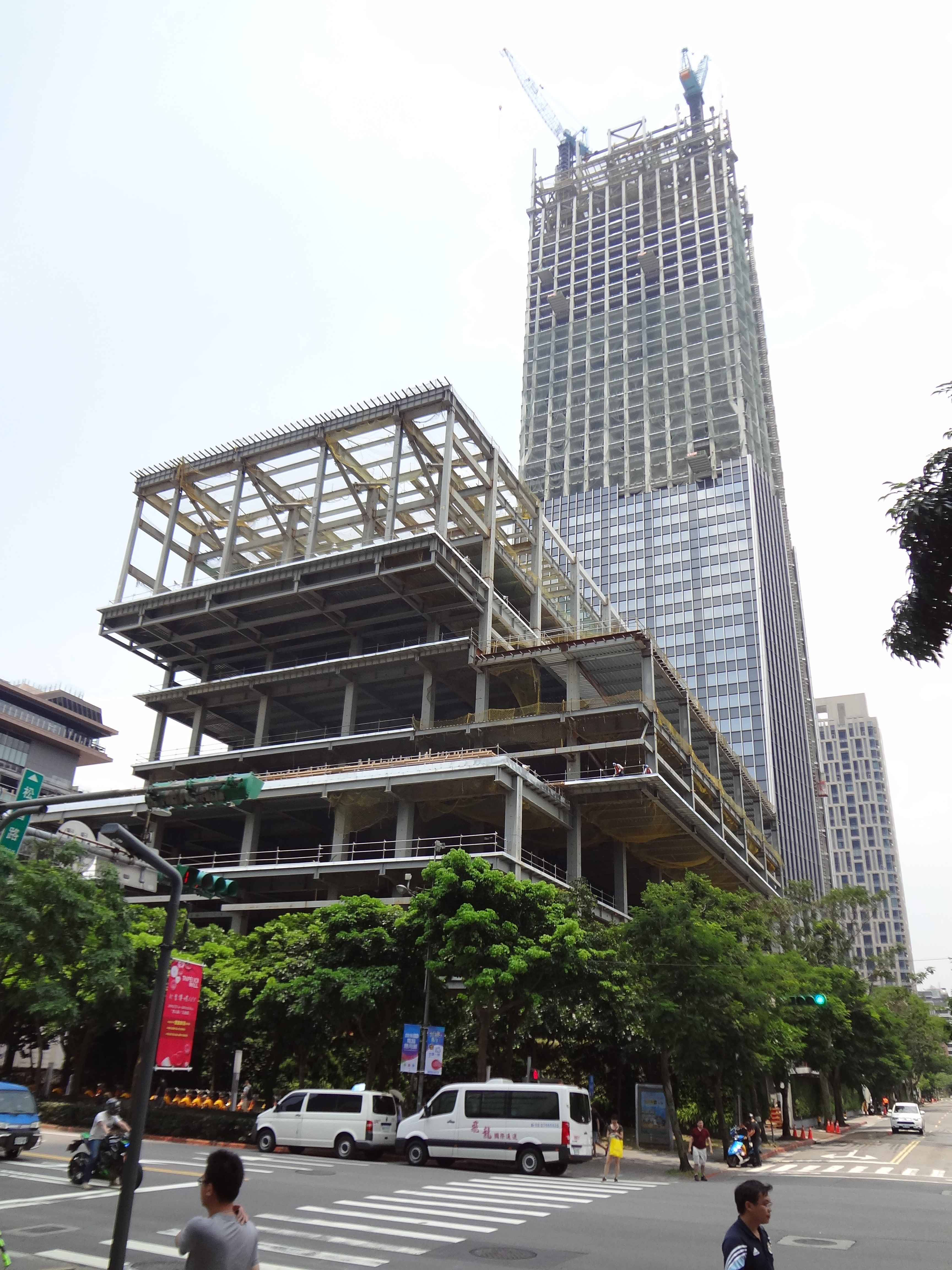
施工中的臺北南山廣場（2016年）

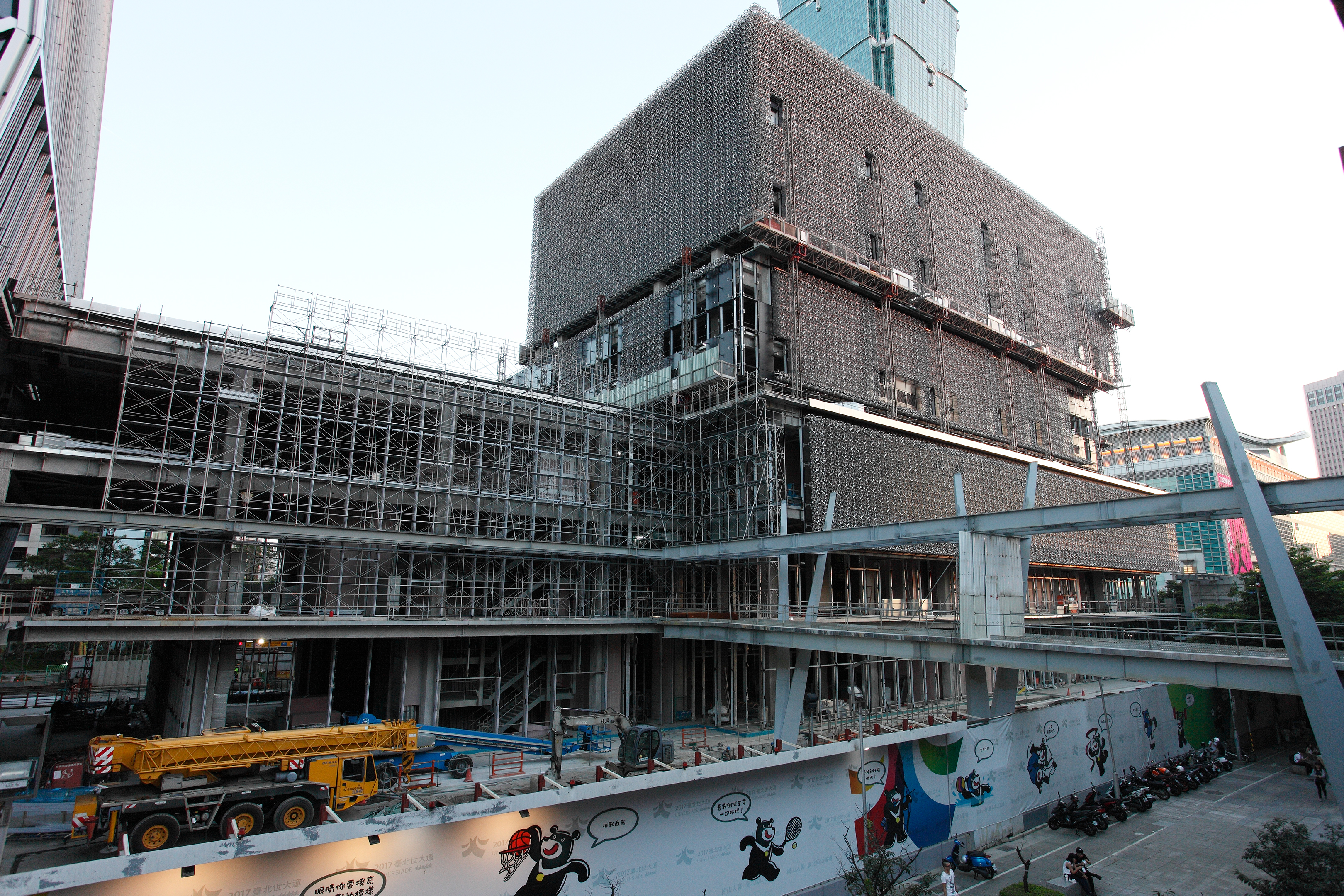
施工中的臺北南山廣場（2017年7月）

在台北南港展覽館1館開始營運後，台北世貿二館已功成身退；台北市政府為活化資產提出以設定地上權的方式招商，於2012年由南山人壽取得50年地上權，預計總投資金額超過新臺幣450億元，興建購物廣場、辦公空間及博物館等公共展覽空間。臺北市政府獲得標金收入近新臺幣270億元，為目前臺北市土地開發金額最高的開發案，超越台北101決標金額新臺幣206億8,889萬元。此外，臺北市政府未來每年至少有新臺幣兩億元左右的地租收入。
2013年世貿二館舉辦之臺北國際工具機展結束後，開始進行世貿二館拆除作業；同年11月27日，南山人壽舉行臺北南山廣場動土典禮。

## 辦公大樓
臺北南山廣場樓高48層，供辦公用途的為6樓－43樓共38個樓層，至2018年6月已經有9成以上空間的樓層出租。
臺北南山廣場採用可抗16級以上風壓之外牆帷幕、並提供24小時100%供電備援，3.2米淨高辦公空間，且引進高速雙層電梯。
臺北南山廣場建築規劃區分為三大部分，分別為7層樓高的複合式商場、48層樓高的辦公大樓、及設置開放藝文空間的鑽石型入口建築。辦公大樓總高272公尺，面積共31,800坪，為臺北市的第2高樓，其造型狀似雙手合掌，具有「為台灣祈福」的涵義。臺北南山廣場坐落在臺北最精華商辦地段，擁有交通便利的優勢，除頂層46∼48樓將做為景觀餐廳之外，第6－43樓都規劃做為企業辦公大樓。
臺灣因地理位置和地形關係，頻繁遭受颱風和地震威脅，因此安全性成為選擇辦公大樓的首要考量。臺北南山廣場以最高規格的結構設計，將基樁打至岩盤，並裝置兩顆阻尼器，搭配全亞洲最安全可抗16級風壓之大樓外牆帷幕，一方面減低大樓受高空強風和颱風吹拂造成的搖晃，另一方面減少地震對大樓的影響，獲得臺灣建築中心耐震標章。
企業需要穩定的資訊系統維持營運，因此不斷電系統的設置非常重要，相較一般商辦大樓只有8小時或70%的備援力，臺北南山廣場提供24小時100%供電備援，即使停電也能確保電腦、電源插座、空調以及燈光均維持100%供電無虞。更重要的是，因應近年台灣氣候多變，臺北南山廣場是全台唯一備有暖氣的商辦大樓，以室內環境維持恆溫，達到辦公室內設備、機具運作高穩定性，確保營運不中斷的目的，同時更兼顧環保節能的優點。 
臺北南山廣場商辦大樓採無柱設計，將空間效能發揮到最大，另外，在每層樓均設有集乳室與淋浴間，淋浴間並設有暖風機，衛生設備採用日本進口的免治馬桶及烘手機，營造友善的辦公空間。並安裝最新WiFi無線感應安控系統，整合入口、門禁閘口、電梯、到租戶辦公室共四道管控機制，達到全棟一卡通。
臺北南山廣場將規劃藝文中心。除了具備硬體優勢之外，在軟體服務上，考量未來企業進駐後，因應租戶的員工及訪客大量出入，從安全管控的設計，到行政事務和機電維護等辦公需求，都將提供經過日式SOP規範與完善教育訓練的全方位物業管理，媲美日本東京「丸之內」頂級商辦物業服務。
臺北南山廣場位處信義計畫區的樞紐，步行到捷運站或開車到國道都只要3分鐘。對外並將以地下連通道和人行空橋串連周邊建築，讓企業人員進出不受車流、燈號和天氣限制。此外，辦公大樓採用高效能智慧雙層電梯調配系統，電梯直達不需轉乘，由1樓至48樓僅需45秒，有效疏通上下班尖峰時段的人潮。
此外，台北南山廣場的週邊將會規劃多處開放的綠色公共空間，結合綠樹植栽設計、人行道和自行車道的設置，擺放行人座椅等街道傢俱；在商場與辦公大樓之間還會規劃開放式的活動廣場，讓民眾可在內參加或舉辦活動。
台北南山廣場的另一大特色，就是將以地下連通道或人行空橋（信義區商圈空橋系統）串連台北101、ATT 4 FUN 與威秀影城等週邊建築，把信義商圈核心區連結為立體的人行網絡，結合現有的平面人行步道以及廣場空間，讓民眾可以從捷運台北101/世貿站直接經南山廣場與信義商圈空橋通往捷運市政府站，不論在空橋或地下道的規劃都會以便民為前提，同時在完工後也將與台北101大樓合作，打造更有看頭的跨年煙火秀。

## 樓層
| 使用樓層 | 承租者 |
| -------- | --- |
| 48       | 微風南山 \| 景觀餐廳                                                                                             |
| 47       | 景觀餐廳 |
| 46       | 景觀餐廳 |
| 45       | |
| 44       | |
| 43       | 輝瑞大藥廠 |
| 42       | 輝瑞大藥廠 |
| 41       | Visa公司 英商英美菸草商務股份有限公司台灣分公司                                                                  |
| 40       | |
| 39       | 香奈兒 |
| 38       | 善心人展望關懷協會                                                                                               |
| 37       | 德事商務中心 |
| 36       | 騰雲資訊有限公司                                                                                                 |
| 35       | 創意靈感概念有限公司                                                                                             |
| 34       | 德事商務中心 |
| 33       | 玉山銀行南山廣場分行暨貴賓理財中心                                                                               |
| 32       | 美商蘋果亞洲股份有限公司台灣分公司                                                                               |
| 31       | 美商蘋果亞洲股份有限公司台灣分公司                                                                               |
| 30       | 電通行銷傳播集團 電通國華(dentsu One)股份有限公司                                                                |
| 29       | 電通行銷傳播集團 貝立德(dentsu X)股份有限公司                                                                    |
| 28       | 貝萊德證券 法商東方匯理銀行股份有限公司台北分公司                                                                |
| 27       | 香港商德勤太平洋企業管理咨詢有限公司台灣分公司 麥格理一海洋風力發展有限公司                                      |
| 26       | 路孚特 台灣富時國際                                                                                              |
| 25       | |
| 24       | |
| 23       | 童樂星球教育團隊辦事處                                                                                           |
| 22       | 勤業眾信聯合會計師事務所                                                                                         |
| 21       | 勤業眾信聯合會計師事務所                                                                                         |
| 20       | 勤業眾信聯合會計師事務所                                                                                         |
| 19       | 勤業眾信聯合會計師事務所                                                                                         |
| 18       | 勤業眾信聯合會計師事務所                                                                                         |
| 17       | 勤業眾信聯合會計師事務所                                                                                         |
| 16       | 勤業眾信聯合會計師事務所                                                                                         |
| 15       | 台灣愛普生科技股份有限公司                                                                                       |
| 14       | 臺北醫學科技股份有限公司                                                                                         |
| 13       | 勤業眾信聯合會計師事務所 愛彼錶 Amgen安進藥品                                                                    |
| 12       | 台灣亞馬遜網路服務有限公司                                                                                       |
| 11       | 常在國際法律事務所                                                                                               |
| 10       | 電通行銷傳播集團 安布思沛(iProspect)行銷股份有限公司 安索帕(Isobar)股份有限公司                                  |
| 9        | 電通行銷傳播集團 電通邁格瑞博恩(dentsu Mcgarrybowen)股份有限公司 美庫爾(Merkle)數據商務顧問股份有限公司          |
| 8        | 電通行銷傳播集團 凱絡(Carat)媒體服務股份有限公司 安浦菲(Amplifi)股份有限公司 台灣電通(dentsu Taiwan)股份有限公司 |
| 7        | 勤業眾信聯合會計師事務所 南山廣場公寓大廈管理維護股份有限公司 微風南山                                           |
| 6        | 台灣三菱地所股份有限公司 全家南山廣場店 微風南山                                                                 |
| 5        | 微風南山 |
| 4        | 微風南山 |
| 3        | 微風南山 (7-43 樓梯廳)                                                                                           |
| 2        | 微風南山 (6-42 樓梯廳)                                                                                           |
| 1        | 商辦大廳 |
| B1       | 微風南山 |
| B2       | 微風南山 |

## 微風南山

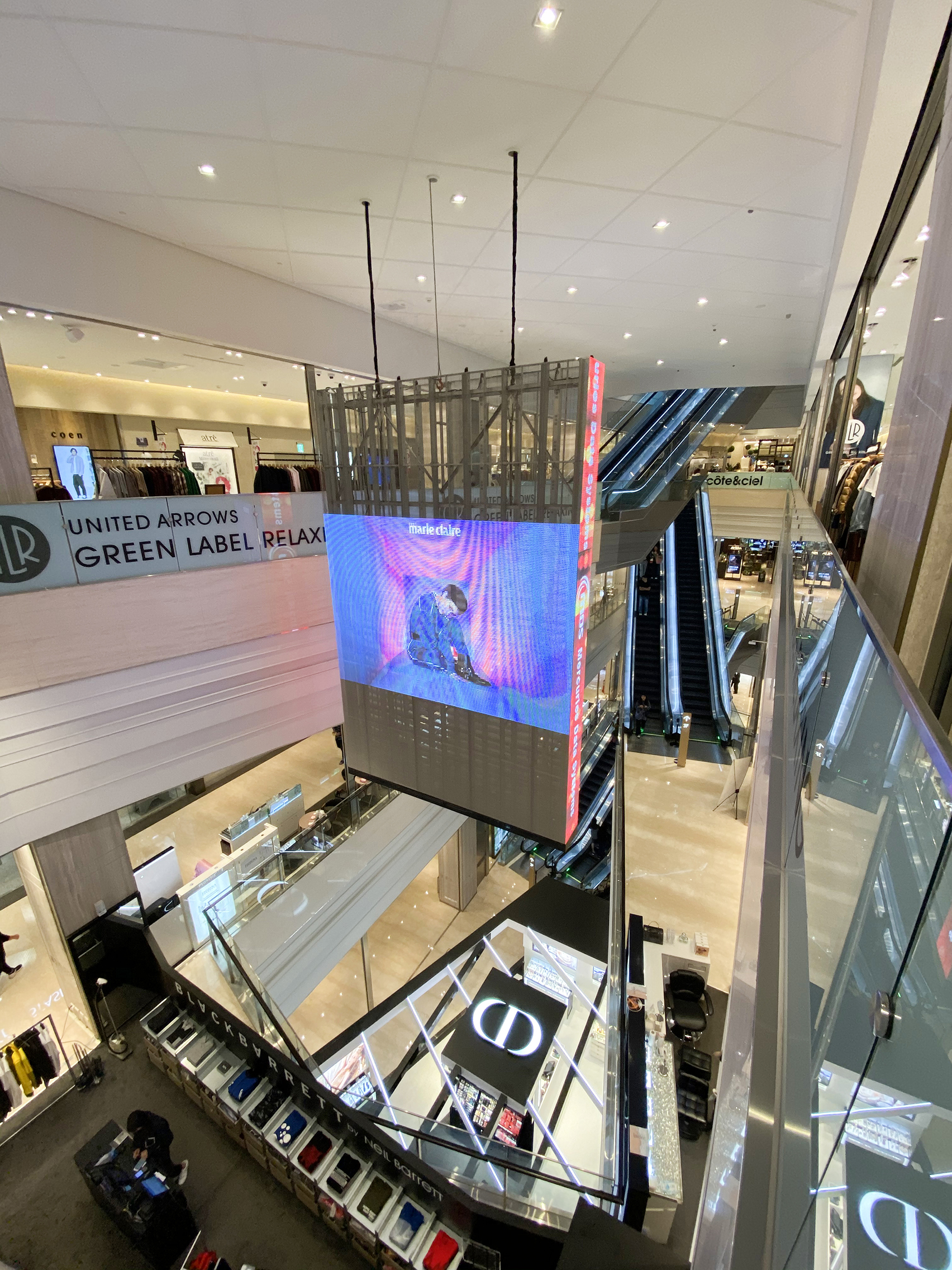
微風南山中庭

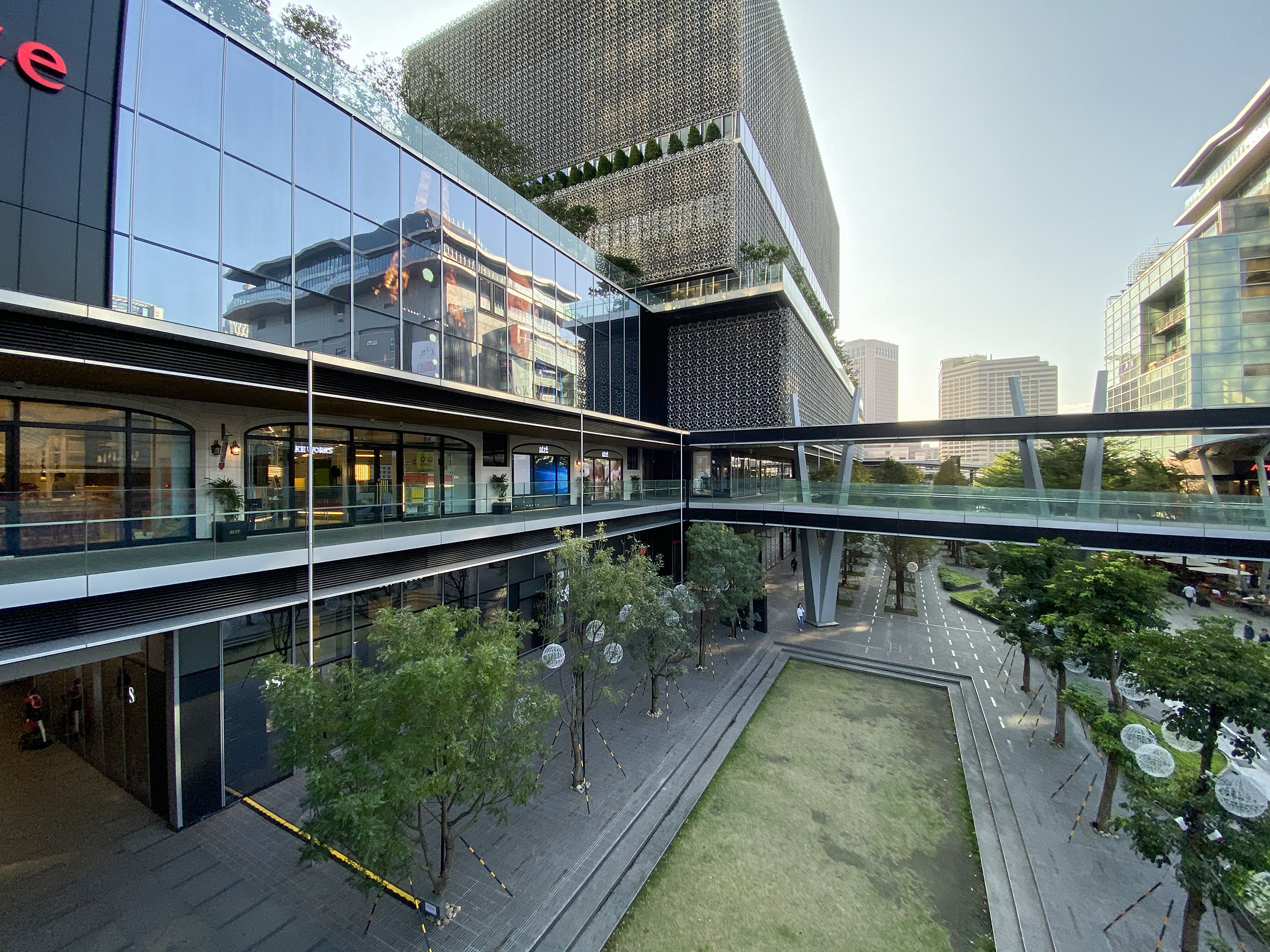
微風南山外貌

裙樓商場樓高7層，共1.6萬坪樓面，由微風置地承租20年，商場名稱定為微風南山（Breeze NAN SHAN），並且在2樓至4樓引入JR東日本旗下的百貨atré。微風南山內設51間店舖，其中16間為首次進軍台灣。微風南山於2019年1月10日正式開幕。
46至48樓為餐廳，已出租給微風南山。

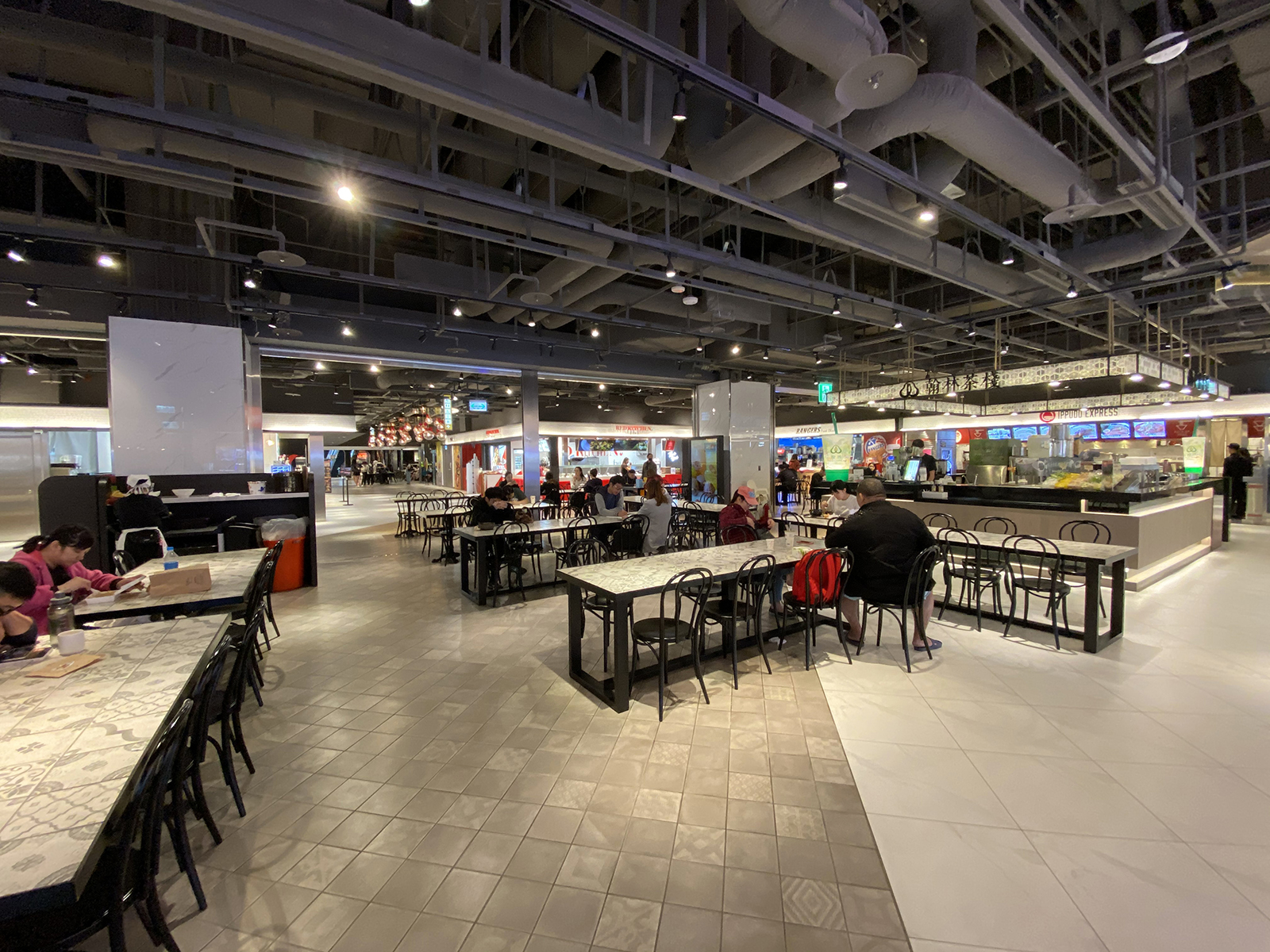
B2層美食廣場
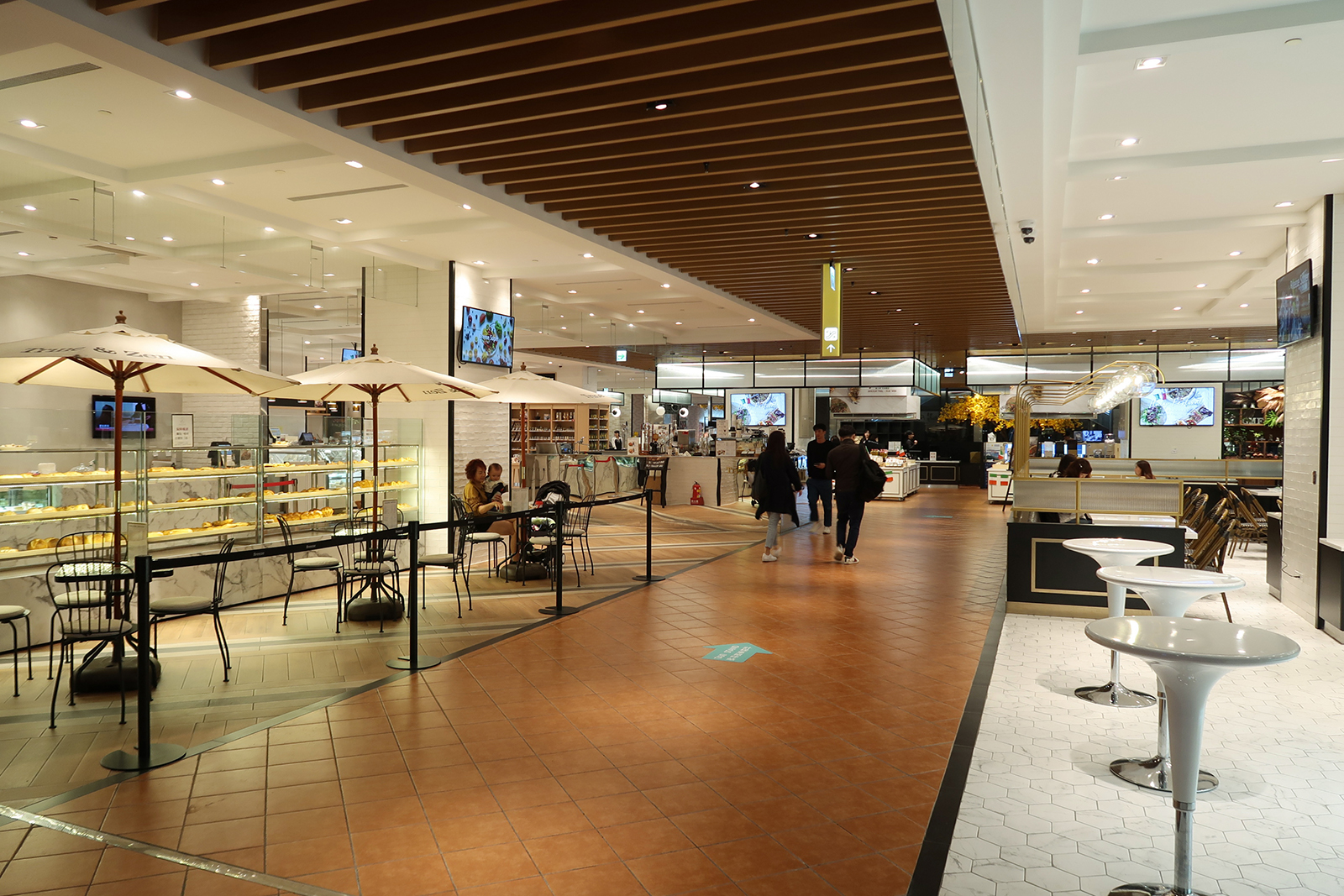
B1層Breeze Super微風超市
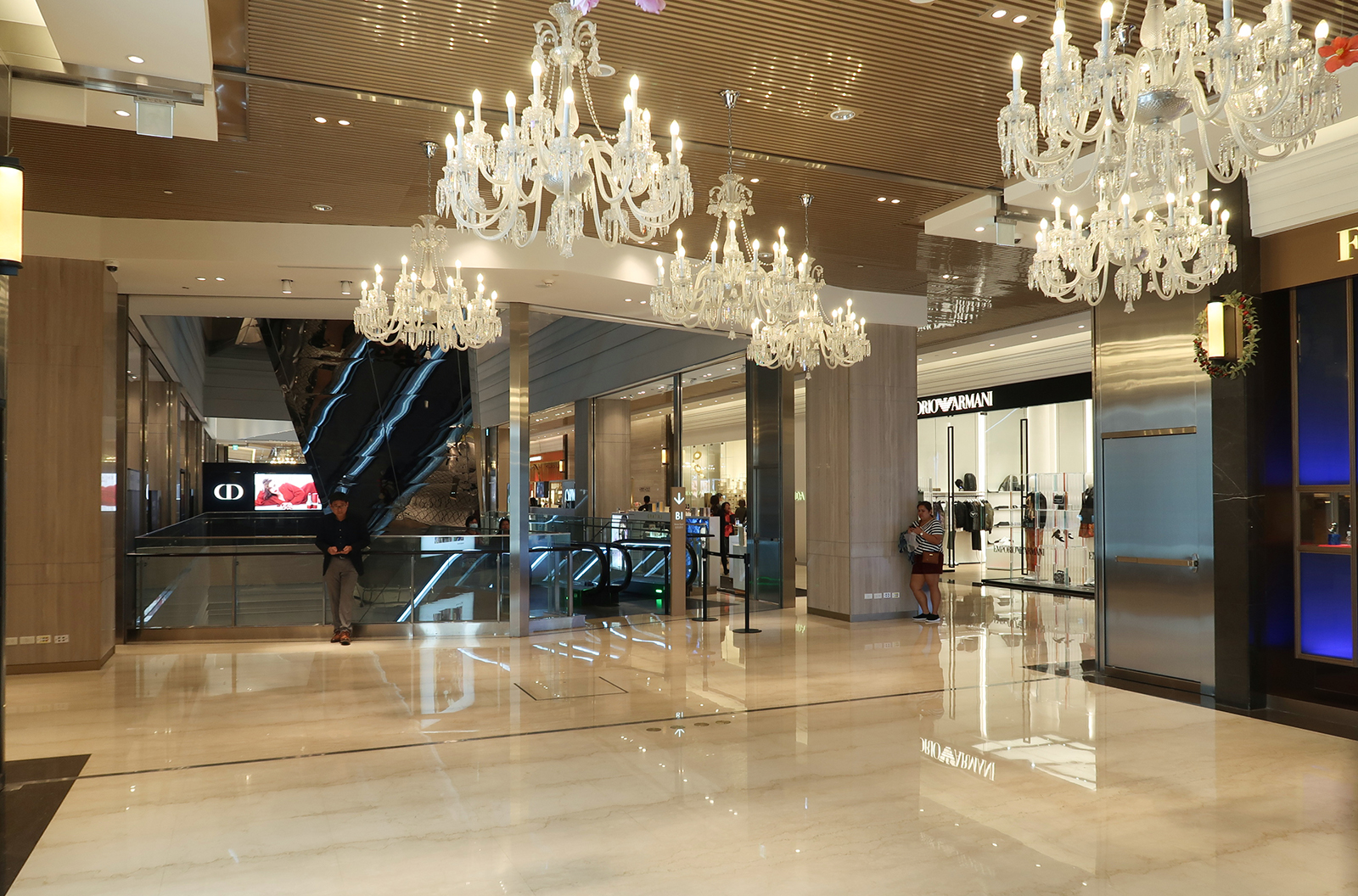
1樓名店
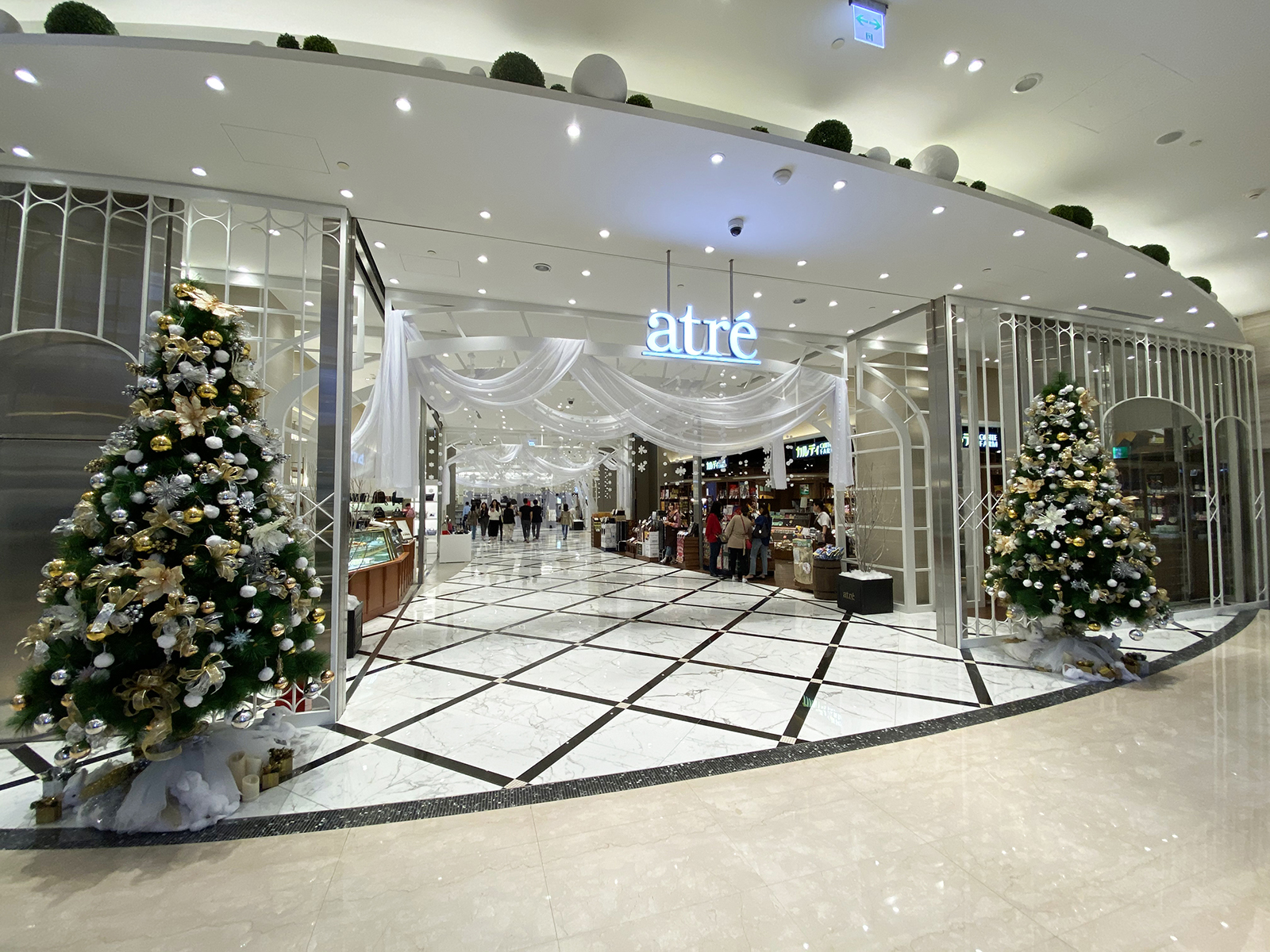
2樓atré百貨
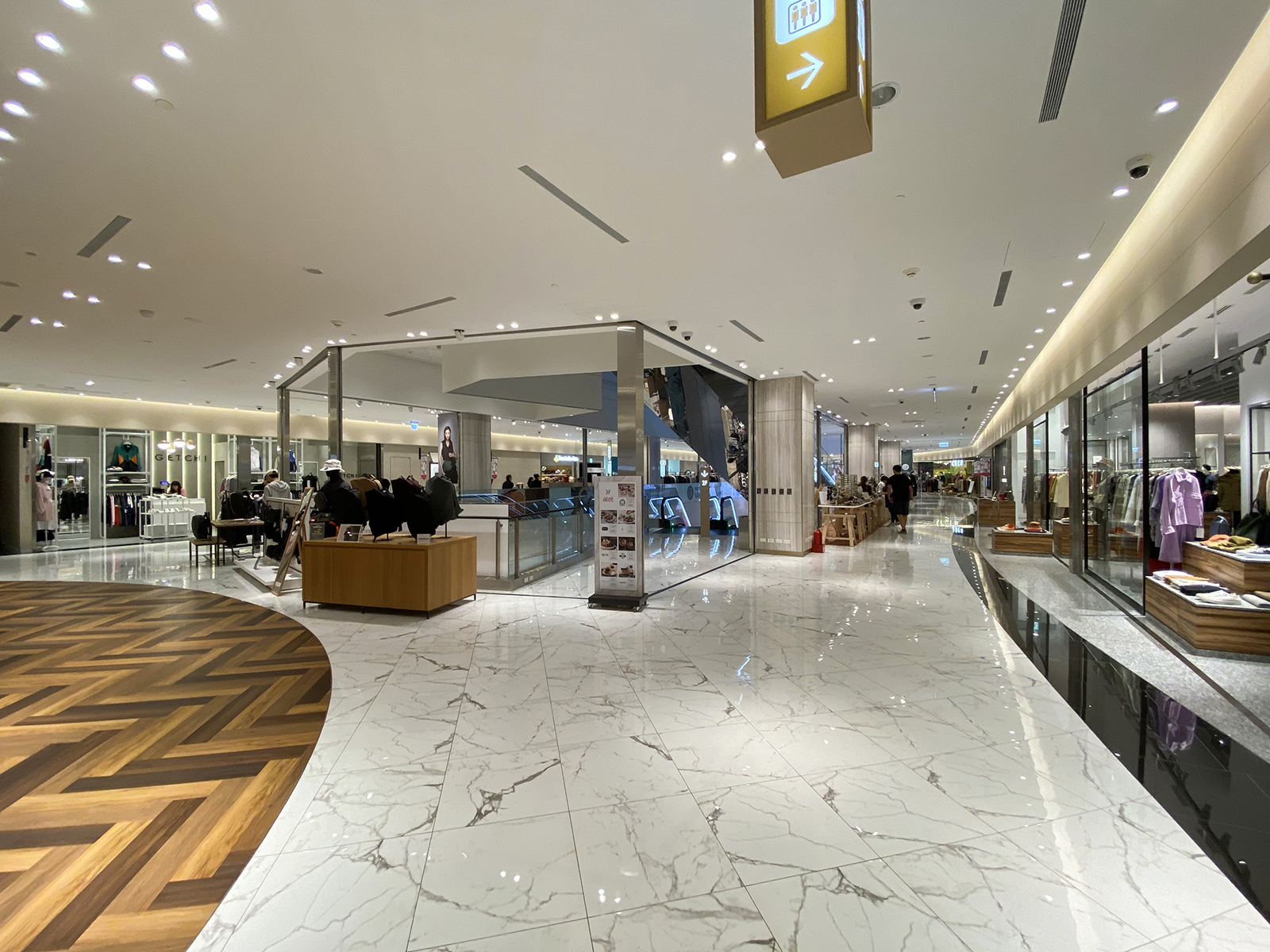
3樓商店區
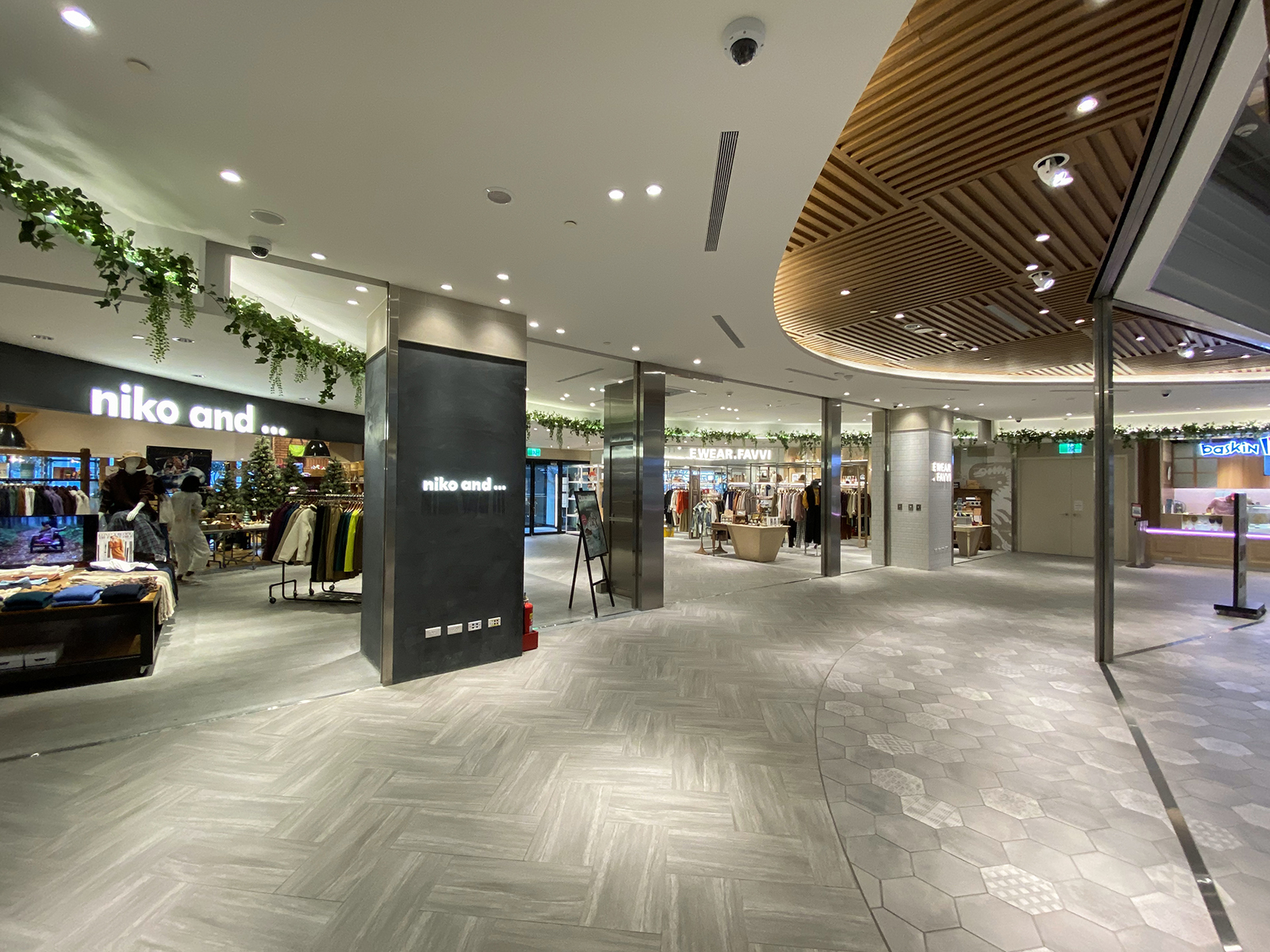
4樓商店區
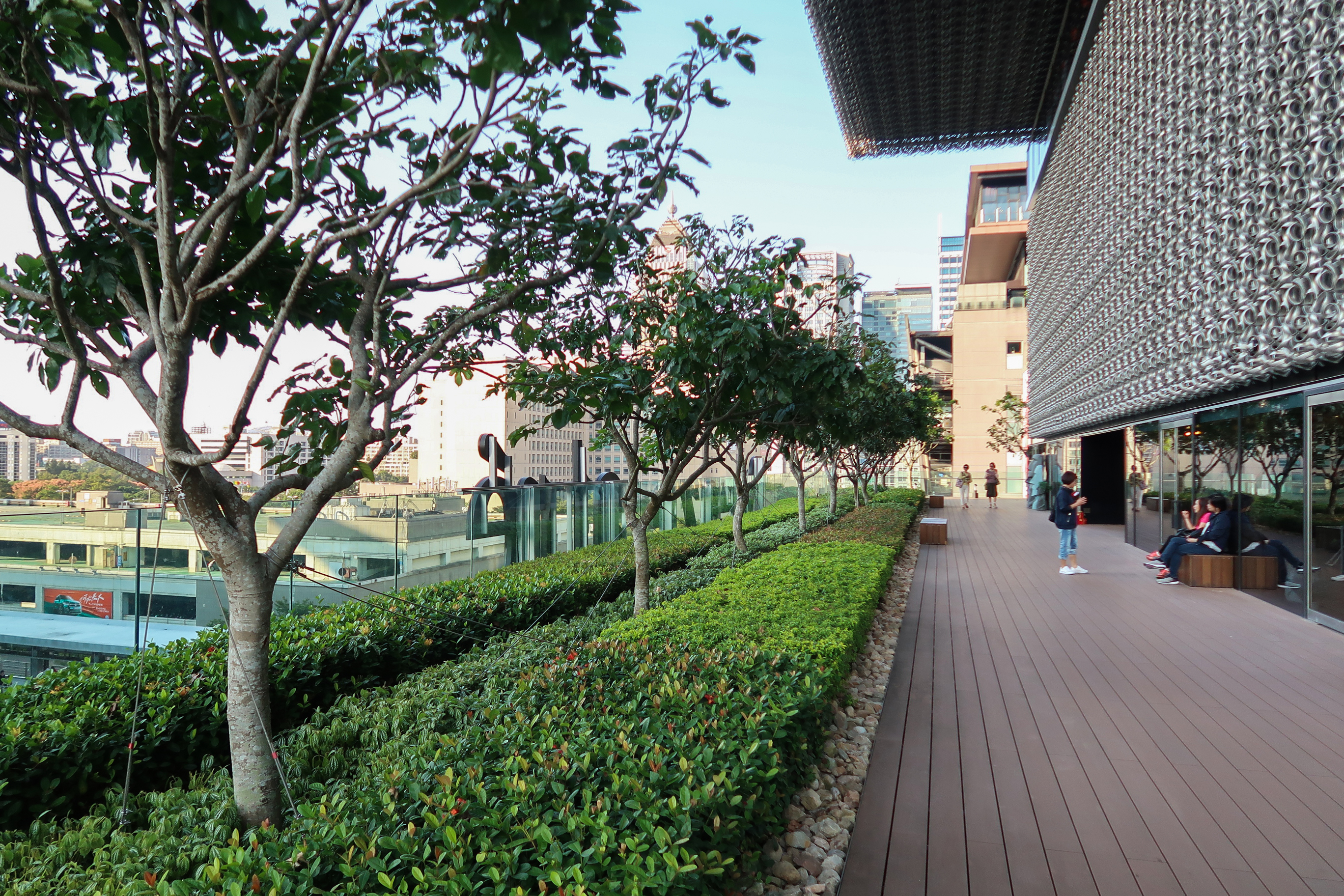
4樓花園平台
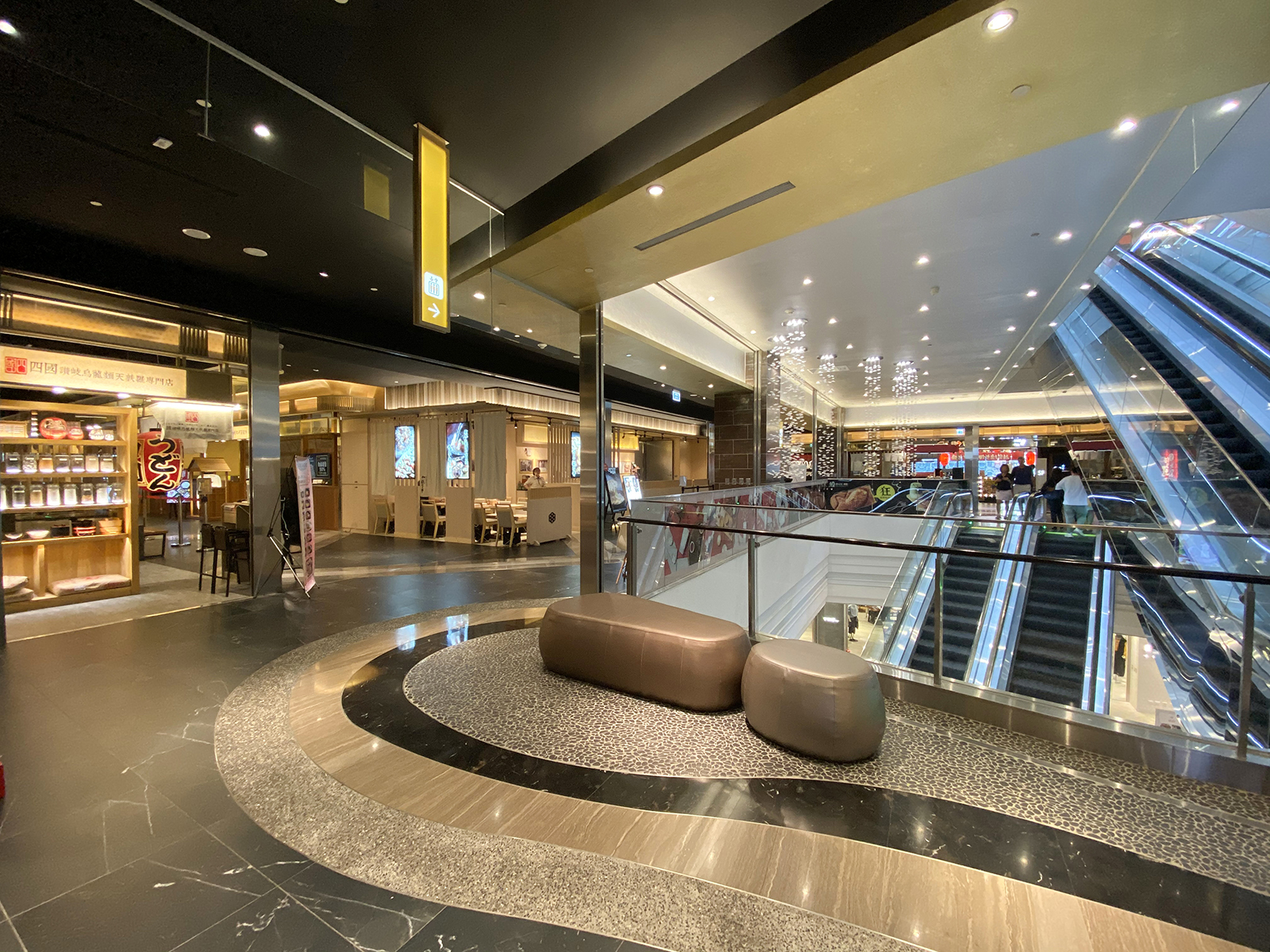
5樓食肆
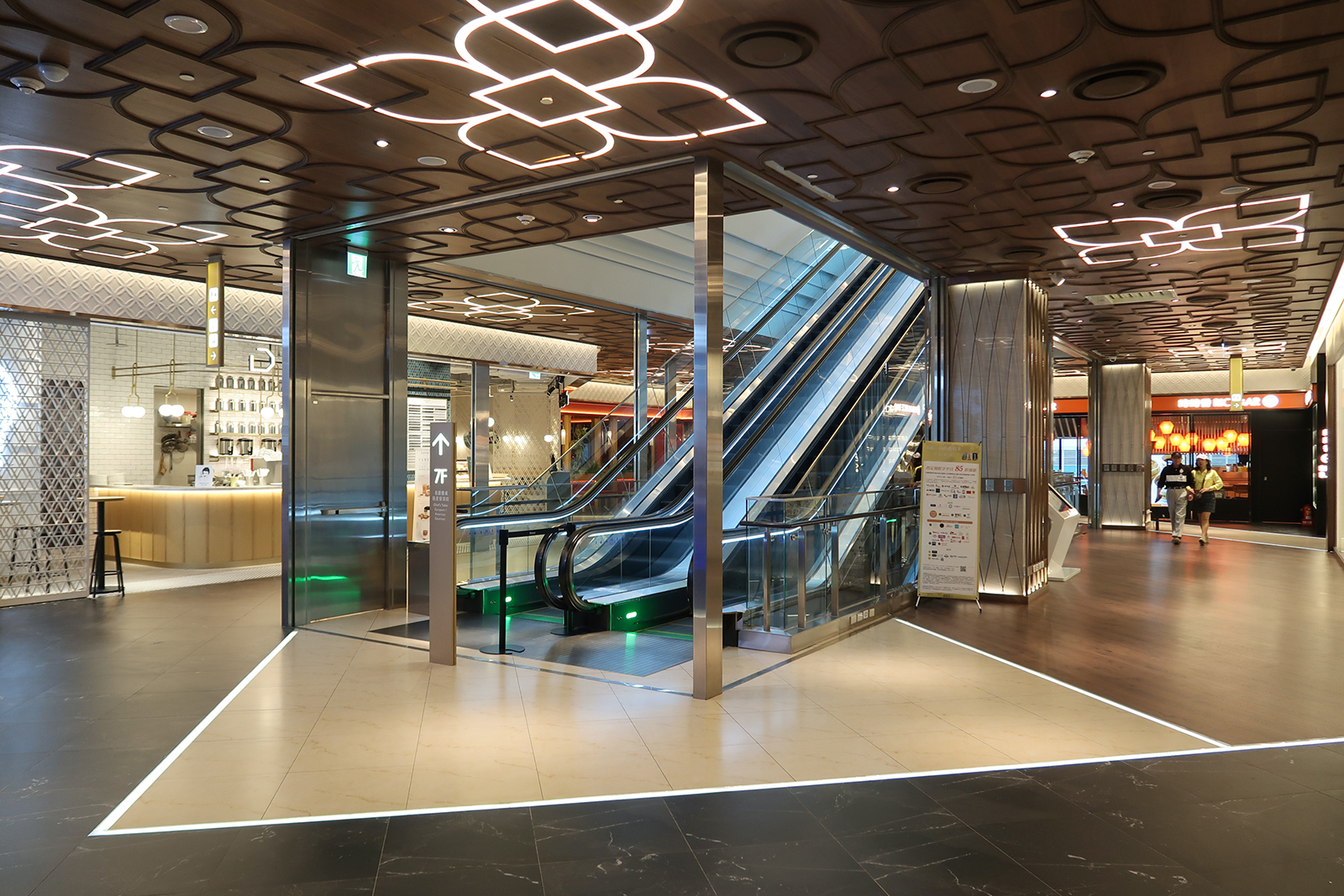
6樓食肆
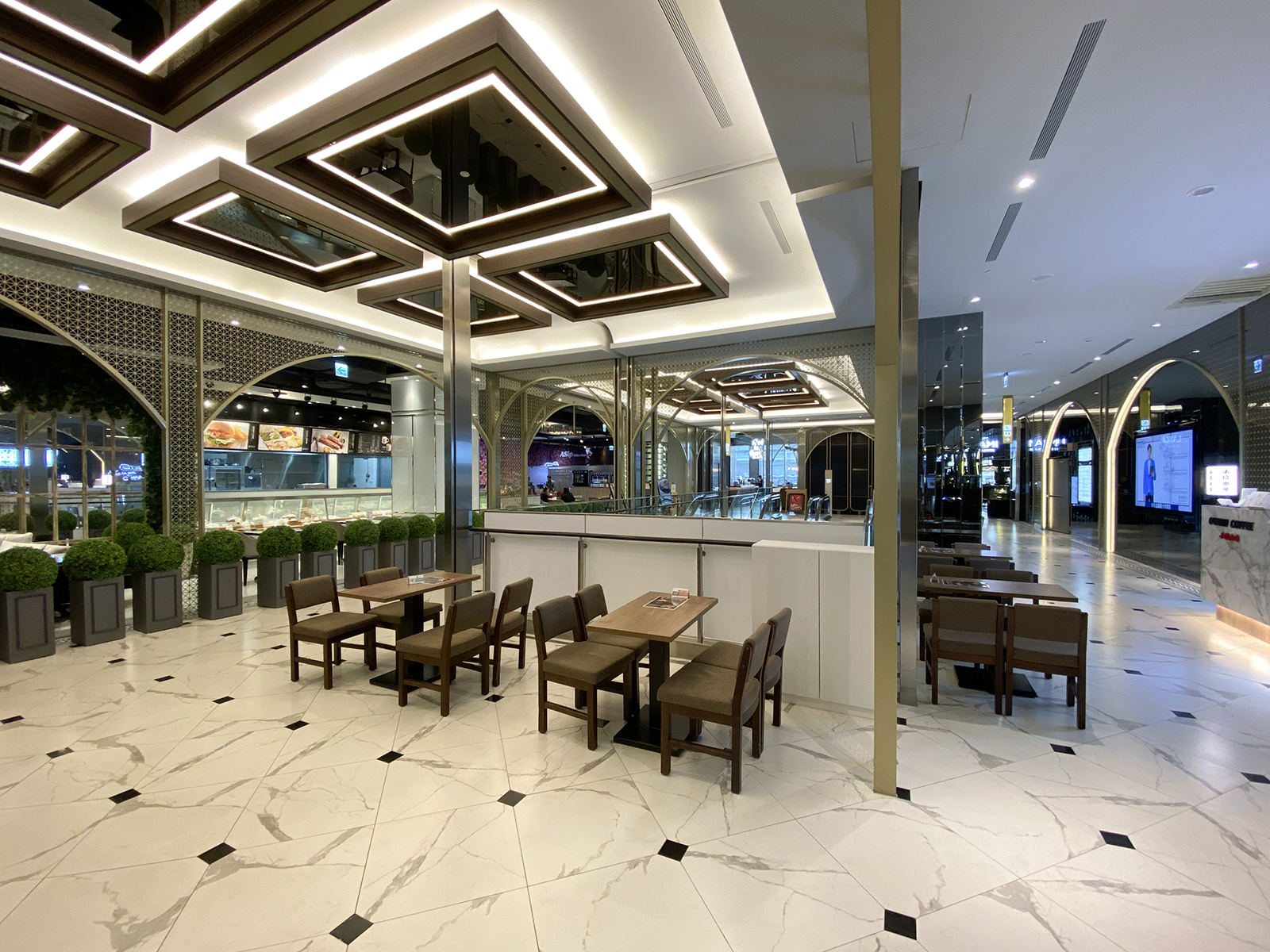
7樓食肆

## 外部連結
- 臺北南山廣場
- 首頁-Breeze
- 微風南山
- 微風南山 Breeze Nan Shan的Facebook專頁
- 微風南山 BreezeNanshan的Instagram帳戶